# یونس نظریان
یونس نظریان (انگلیسی: Younes Nazarian؛ ‏ ۲۶ ژانویهٔ ۱۹۳۱ – ۱۸ مارس ۲۰۲۲) سرمایه‌دار، سرمایه‌گذار و نیکوکار یهودی ایرانی-آمریکایی بود. او یکی از سرمایه‌گذاران اولیهٔ کوالکام و مدیر شرکت «نظریان اِنترپرایزس» بود. او همچنین یکی از مشارکت‌کنندگان مالی اصلی در امور خیریه در کالیفرنیا و اسرائیل بود.
یونس نظریان در ایران پهلوی و از پدر و مادری به نام داوود و گل‌بهار نظریان زاده شد. پدرش وقتی او سه‌ساله بود، از دنیا رفت و او که در سال‌های اتی به‌عنوان پیمانکار ساخت‌وساز ساختمان مشغول به‌کار بود، تمامی اموال و دارایی خود را در جریان انقلاب ۱۳۵۷ از دست داد و به‌سبب جو حاکم، با برادرش اسحاق پرویز نظریان به ایالات متحده آمریکا مهاجرت کرد و در بورلی هیلز، کالیفرنیا سکنا گزید. پس از مهاجرت، نبوغش در کارآفرینی و سرمایه‌گذاری وی را به سمت مالکیت مشترک استادکو سوق داد که یک شرکت تولید ابزار و رنگ در صنعت هوافضا است. او همچنین سهام شرکت آمنی‌نت را خرید که یک شرکت فناوری بود که نوعی پروتکل ارتباط بی‌سیم را توسعه داده بود که شرکت‌های حمل‌ونقل را قادر می‌ساخت تا وسایل نقلیه خود را رهگیری کنند. با درک صحیح از قابلیت‌های بالقوهٔ این فناوری، نظریان استفاده این فناوری را با بنیان‌گذار کوالکام، اروین ام. جیکوبز مطرح کرد که جیکوبز هم به نظریان در ازای واگذاری آمنی‌نت، سهام عمده‌ای در کوالکام پیشنهاد کرد. به عنوان یکی از سرمایه‌گذاران اولیه، نظریان در هیئت مدیره کوالکام مستقر در شهر سن دیگو مشغول به کار شد که یکی از پرچم‌داران ارتباطات بی‌سیم، تحقیق و توسعه و همچنین یکی از بزرگ‌ترین تأمین کننده تراشه‌های بی‌سیم در جهان است.
او همسرش ثریا نظریان بنیان‌گذار «بنیاد خانواده یونس و ثریا نظریان» و سازمان خواهر آن در اسرائیل «بنیاد ایما» بودند که دخترش شارون نظریان ریاست آن را بر عهده دارد. او همچنین عضو هیئت مدیره دانشگاه ساپیر بود. کتابخانه‌ای به افتخار او در دانشگاه عبری اورشلیم به نامش نامگذاری شده‌است.
در سال ۲۰۰۷، او ۱۱۹٬۰۰۰ دلار در قالب ۱۱۹ بورسیه تحصیلی ۱۰۰۰ دلاری برای بزرگداشت قربانیان اسرائیلی جنگ ۲۰۰۶ اسرائیل و لبنان در سال ۲۰۰۶ به دانشگاه حیفا اهدا کرد. در همان سال دکترای افتخاری فلسفه را از همان دانشگاه دریافت کرد. در سال ۲۰۱۷ او مبلغ ۱۷٬۰۰۰٬۰۰۰ به «مرکز هنرهای نمایشی ولی» در دانشگاه ایالتی کالیفرنیا در نورتریج اهدا کرد و نام این مرکز از آن پس به‌نام همسرش «ثریا» تغییر کرد. او بورسیه سالیانه‌ای برای دبیرستان عمومی میلکن در بل ایر، لس آنجلس ایجاد کرده و همچنین «مرکز یونس و ثریا نظریان برای مطالعات اسرائیل» در دانشگاه کالیفرنیا، لس آنجلس برپا کرده‌است. ساخت پاویون نظریان در کتابخانه دوهینی در دانشگاه کالیفرنیای جنوبی با کمک مالی هنگفت او میسر شد. او مدتی نیز در کنیسه سینا خدمت نمود که یک کنیسه یهودیت محافظه‌کار در وست‌وود، لس آنجلس است. وی برنده جوایز گوناگونی چون مدال افتخار جزیره الیس شده‌است. او در سن ۹۱ سالگی در خانه‌اش در لس آنجلس دیده از جهان فروبست.